# Брокопондо (місто)
Брокопондо (нід. Brokopondo) — адміністративний центр округу Брокопондо в Суринамі. Розташований на лівому березі річки Суринам, нижче за течією від водосховища Брокопондо, коротке назва якого походить від назви міста. До міста можна дістатися дорогою з Паранама в Афобаку
Населення міста складає близько 2500 чоловік. Основна частина жителів міста — марони, які втекли від рабства вглиб країни.
Недалеко від міста знаходиться насипний піщаний берег, на якому розташований курорт.

## Див. Також
- Брокопондо
- Брокопондо (водосховище)

| Суринам | Це незавершена стаття з географії Суринаму. Ви можете допомогти проєкту, виправивши або дописавши її. |